# 小行星1713
小行星1713（1713 Bancilhon）是一颗绕太阳运转的小行星，为主小行星带小行星。该小行星于1951年9月27日发现。
該小行星以法國天文學家奧代特·班西隆命名。

## 轨道参数
小行星1713的轨道半长轴为2.2282613 UA，离心率为0.185。